# Spektrofotometrija
Spektrofotometrija uvrščamo med molekulsko absorbcijsko spektrometrijo. V to skupino sodita tudi kolorimetrija in fotometrija. Spektrofotomerija temelji na merjenju absorbcije svetlobe pri prehodu skozi raztopino vzorca. Molekulam, ki jih vzbujamo, se spremenijo elektronska stanja. Med spektrofotometrijo uvrščamo UV, vidno in IR spektrofotometrijo.
Molekulska spektroskopija, ki temelji na UV, vidnem in IR sevanju se v veliki meri uporablja za identifikacijo in detekcijo mnogih organskih in anorganskih spojin. IR spektrofotometrija je ena izmed najboljših razpoložljivih tehnik v kemiji za določevanje strukture organskih in anorganskih spojin. V današnjem času je ta metoda zelo pomembna za določevanje onesnaževalcev v naravi.
Molekulska UV in vidna spektrofotometrija je pomembna na kvantitativno analizo. Molekulske fluorescenčne metode so pomembne zaradi visoke selektivnosti in velike občutljivosti.

## Pomembne značilnosti spektrofotometričnih metod
Najpomembnejše značilnosti spektrofotometričnih metod so široka uporaba, velika občutljivost, selektivnost, točnost in enostavnost uporabe.
Veliko število anorganskih, organskih in biokemijskih spojin absorbira UV ali vidno sevanje. S tem so primerne za kvantitativno analizo. Na molekule, ki ne absorbirajo pa lahko vplivamo z različnimi kemijskimi reakcijami in jim na tak način izmerimo absorbanco. Meje za absorbcijsko spektrofotometrijo so v področju med 10-4 in 10-5 M. To področje se lahko z različnimi postopki razširi tudi do 10-7 M. Velikokrat lahko najdemo valovno dolžino, pri kateri absorbira samo vzorec. Pri tem nam ni potrebno opraviti predhodnega ločevanja. Relativna napaka merjenja koncentracije je od 1 % do 5 %. Ta odsotek se lahko z različnimi metodami zmanjša tudi na desetino. Merjenja s spektrofotometrom so v današnjem času zelo enostavna in hitra.
Primer uporabe spektrofotometrije je določitev ravnotežne konstante raztopine. Določene kemijske reakcije so v ravnotežju. Reakcija poteka v obe smeri; iz reaktantov nastajajo produkti in produkti razpadajo na reaktante, dokler se ne vzpostavi določeno ravnotežje. Ustrezne koncentracije reaktantov in produktov v ravnotežju, lahko določimo s spektrofotometrijo. Izmerjena količina svetlobe, ki gre skozi raztopino, kaže koncentracije nekaterih kemikalij, ki absorbirajo svetlobo.
Spektrofotometrija se uporablja predvsem v fiziki, kemiji, biokemiji in molekularni biologiji. Pogosto se uporablja pri forenzičnih preiskavah in pri študijah kemijskih substanc. S spektrofotometrom lahko ugotovimo katera spojina se nahaja v naši raztopini in kolikšna je njena koncentracija. (s preračunavanjem izmerjenih valovnih dolžin)
Glavni problem v molekularni absorpcijski spetrometriji so motnje zaradi drugih komponent v vzorcu. Te namreč lahko absorbirajo svetlobo pri izbrani valovni dolžini ali pa z reagentom tvorijo obarvane spojine. Preden merimo absorbanco, moramo zato odstraniti ali maskirati spojine, ki motijo določitev.
Če snov močno absorbira v UV ali vidnem območju, jo lahko s spektrofotometrijo kvantitativno določimo. V drugih primerih dodamo reagent, ki tvori z določano snovjo obarvano spojino. Tipični anorganski reagenti za tvorbo barve so: tiocianatni ion za železo, kobalt in molibden; anion vodikovega peroksida za titan, vanadij in krom; jodidni ion za bizmut paladij in telur. Zelo pomembni so organski kelatni reagenti, ki s kationi tvorijo stabilne komplekse. To so dietilditiokarbamat za dokazovanje bakra, difeniltiokarbazon za svinec... Za določitev je bistveno, da je absorbanca stabilna, dokler ne izvršimo meritve. Absorbanca se tudi ne sme spreminjati pri manjših spremembah pH, temperature, množine dodanega reagenta ...

## Spektrofotometer
Spektrofotometrija vključuje uporabo spektrofotometra. Spektrofotometer primerja delež svetlobe, ki preide skozi referenčno raztopino in skozi merjen vzorec. Svetloba potuje skozi vzorec. Del svetlobe se pri tem absorbira, prepuščena svetloba pa pride do detektorja. Absorpcijo svetlobe podaja Beerov zakon, ki velja le za razredčene raztopine.
Obstajata dve glavni različici spektrofotometra – enožarkovni in dvožarkovni. V dvožarkovnem spektrofotometru nastajata dva žarka s pomočjo ogledala v obliki črke V. Temu pravimo delitelj snopa. En snop prehaja skozi referenčno raztopino proti fotodetektorju, istočasno pa drugi prehaja skozi vzorec proti drugemu fotodetektorju. Oba izhodna signala se ojačata in njuno razmerje se prikaže na zaslonu. Pri enožarkovnem spektrofotometru pa merjenje zahteva dva koraka. Najprej izmerimo absorbanco referenčnemu vzorcu in njegovo absorbanco nastavimo na nič. Potem izmerimo še absorbanco vzorcu. Čeprav je merjenje z dvožarkovnim spektrofotometrom lažje pa ima enožarkovni spektrofotometer večji dinamični domet, je bolj preprost in bolj kompakten. 
V specializiranih instrumentih, kot sta na primer mikroskop in teleskop, je zaradi praktičnosti v njih vedno vgrajen enožarkovni spektrofotometer.
Spektrofotometer je sestavljen iz izvora svetlobe, monokromatorja, kivete in detektorja. Za izvor svetlobe uporabljamo devterijevo ali volframovo žarnico. S prvo merimo v območju med 195 nm di 375 nm, z drugo pa v območju med 350 nm in 1000 nm. Monokromator je po navadi sestavljen iz optične rešetke ali optične prizme. V nekaterih primerih pa tudi iz optičnega filtra. Z izbiro kota padanja svetlobe na optično rešetko ali optično prizmo, lahko izberemo valovno dolžino svetlobe, ki jo bo monokromator prepustil. Kivete so dolge okoli 1 cm. So iz kvarčnega ali navadnega stekla. Tista stran, kjer gre skozi žarek svetlobe mora biti gladka in čista, saj to vpliva na točnost merjenja. Detektor pa meri intenziteto prepuščene svetlobe skozi vzorec. Na koncu pa imamo še zaslon, ki nam prikaže izmerjeno absorbanco.
Spektrofotometrijska merjenja absorbcije se izvajajo pri valovni dolžini, ki odgovarja nekemu absorbcijskem maksimumu. V tej točki je sprememba absorbance na enoto koncentracije največja. Absorbcijska krivulja je v maksimumu skoraj vedno ravna, kar omogoča dobro linearnost in manjšo možno napako, če se ne doseže točna valovna dolžina na instrumentu.
Na absorbanco raztopine vplivajo narava topila, pH, temperatura, koncentracija elektrolita, čas trajanja reakcije ter prisotnost snovi, ki interferirajo.

### Merjenje s spektrofotometrom
Merjenje absorbance s spektrofotometrom ni zahtevno. Za kvantitativno določevanje izberemo valovno dolžino, pri kateri je absorbanca maksimalna. Spektrofotometri morajo biti umerjeni. Temu pravimo »ničelna nastavitev«. Absorbanca referenčnega vzorca mora biti nastavljena na nič, tako da so absorbance vseh ostalih merjenih vzorcev prikazane glede na referenčni vzorec. Spektrofotometer tako poda delež absorbance (količino absorbirane svetlobe glede na referenčni vzorec). Če spojina sama ne absorbira svetlobe, ji lahko dodamo reagente, s katerimi bo tvorila obarvan produkt. Le-temu pa lahko spektrofotometrično določimo koncentracijo.
Ko vstavljamo vzorec v aparaturo moramo biti previdni, da ne umažemo kivete v kateri se vzorec nahaja. Kiveto moramo skrbno očistiti in paziti, da se ne dotikamo stranic, skozi kateri prehajajo svetlobni žarki. Ker po navadi merimo absorbanco pri relativno nizkih koncentracijah, moramo biti zelo previdni pri čiščenju kivete. Vedno, ko zamenjamo vzorec moramo kiveto vsaj trikrat sprati z destilirano vodo. Ko izmerimo vsem raztopinam absorbanco, narišemo umeritveno krivuljo. Na abscisno os nanašamo koncentracije, na ordinatno os pa izmerjeno absorbanco pri izbrani valovni dolžini. Ko točke medseboj povežemo dobimo linearno premico. Ko imamo enkrat izračunano enačbo premice, lahko kateremu koli vzorcu z enako spojino spektrofotometrično določimo koncetracijo.
Zaporedje dogodkov, ki se zgodijo v spektrofotometru:
1. svetlobni vir osvetli vzorec
2. del svetlobe je prepuščen oz. odbit od vzorca
3. svetloba vzorca je projecirana na monokromator
4. monokromator loči posamezne valovne dolžine in jih zaporedno usmerja na fotodetektor

## IR spektrofotometrija
Infrardeča spektrofotometrija je ena od najboljših metod, ki so kemiku na razpolago za identifikacijo čistih organskih in anorganskih spojin. Skoraj vse molekule razen kisika, klora in dušika absorbirajo infrardeče sevanje. Vsaka molekulska vrsta ima edinstven infrardeči absorbcijski spekter. Med te ne upoštevamo kiralne molekule, ki jih najdemo v kristalnem stanju. Zaradi te posebnosti, se lahko skoraj vsak vzorec identificira na podlagi primerjanja spektra spojine poznane strukture. IR spektrofotometrija je manj zanesljiva za kvantitativno analizo. Merjenje absorbance s to metodo ni natančno.
Poznamo tri vrste instrumentov, ki se uporabljajo pri IR spektrofotometriji. Prvi je spektrofotometer, drugi spektrofotometer s Fourierovo transformacijo in zadnji fotometer s filtri. Prva dva sta namenjena za kvalitativno analizo, zadnji pa za kvantitativno. Kvantitativna analiza merjenja z IR spektrofotometrijo se od UV vidne spektrofotometrije nekoliko razlikuje. Pri IR spektrofotometriji ne uporabljamo referenčnega vzorca. Težko je dobiti dve kiveti, ki imata enake transmisijske značilnosti. Drugi problem je v tem, da je težko dobiti identično debelino sloja, ker so kivete za IR področje po navadi ožje od 1 mm. Takšna debelina kivete je potrebna zaradi prepustnosti merljivih intenzitet IR sevanja skozi čisti vzorec ali skozi zelo koncentrirane raztopine vzorcev. Merjenje zelo razredčenih raztopin je skoraj nemogoče, zaradi pomanjkanja dobrih topil, ki bi bila prozorna v velikem delu IR spektra. Intenziteto sevanja, ki prehaja skozi vzorec primerjamo s snopom, katerega nič ne ovira.

## UV vidna spektrofotometrija
Spektrofotometrijska merjenja v UV sevanju so primerna za odkrivanje kromofornih skupin.
Pri izbiri topila moramo biti previdni. Topilo mora biti transparentno v celotnem področju in mora raztopiti dovolj veliko količno vzorca, dobimo dobro definirane maksimume. Potrebno je tudi raziskati možne interakcije med topilom in vzorcem. Polarna topila kot so voda, alkoholi in ketoni lahko spremenijo vibracijske spektre. Teh spojin se je potrebno izogibati kadar želimo analizirati spektralne podrobnosti. Polarnost topila pogosto vpliva na položaj absorbcijskega maksimuma.
Instrumenta, ki ju uporabljamo pri tej metodi, imenujemo fotometer in spektrofotometer. Prednost fotometra je nizka cena, enostavnost, možnost prenašanja in lahko vzdrževanje. V analiznih metodah pri katerih ni važna visoka spektralna čistoča je točnost in natančnost merjenja s fotometrom podobna tistim, ki so izmerjene s spektrofotometrom. Slabe strani fotometra pa so nezmožnost dobivanja celega spektra in omejena vsestranskost.